# Italská vína
Italská vína se vyrábějí ve všech regionech Itálie a v jejich jednotlivých vinařských oblastech, které patří mezi nejstarší vinařské oblasti vůbec. Itálie je největším světovým producentem vína, z vinné révy vypěstované na zdejších vinicích s rozlohou 702 00 hektarů (1 730 000 akrů) bylo v letech 2013–2017 dosahováno ročního průměrného výnosu 48,3 milionů hektolitrů vína. V roce 2018 vyráběla Itálie 19 % světové produkce, před Francií (17 %) a Španělskem (15 %). Italské víno se vyváží do celého světa a je oblíbené i na domácím trhu, kde Italové roku 2018 konzumovali průměrně 43,6 litru na obyvatele, což je třetí místo ve světové spotřebě vína.

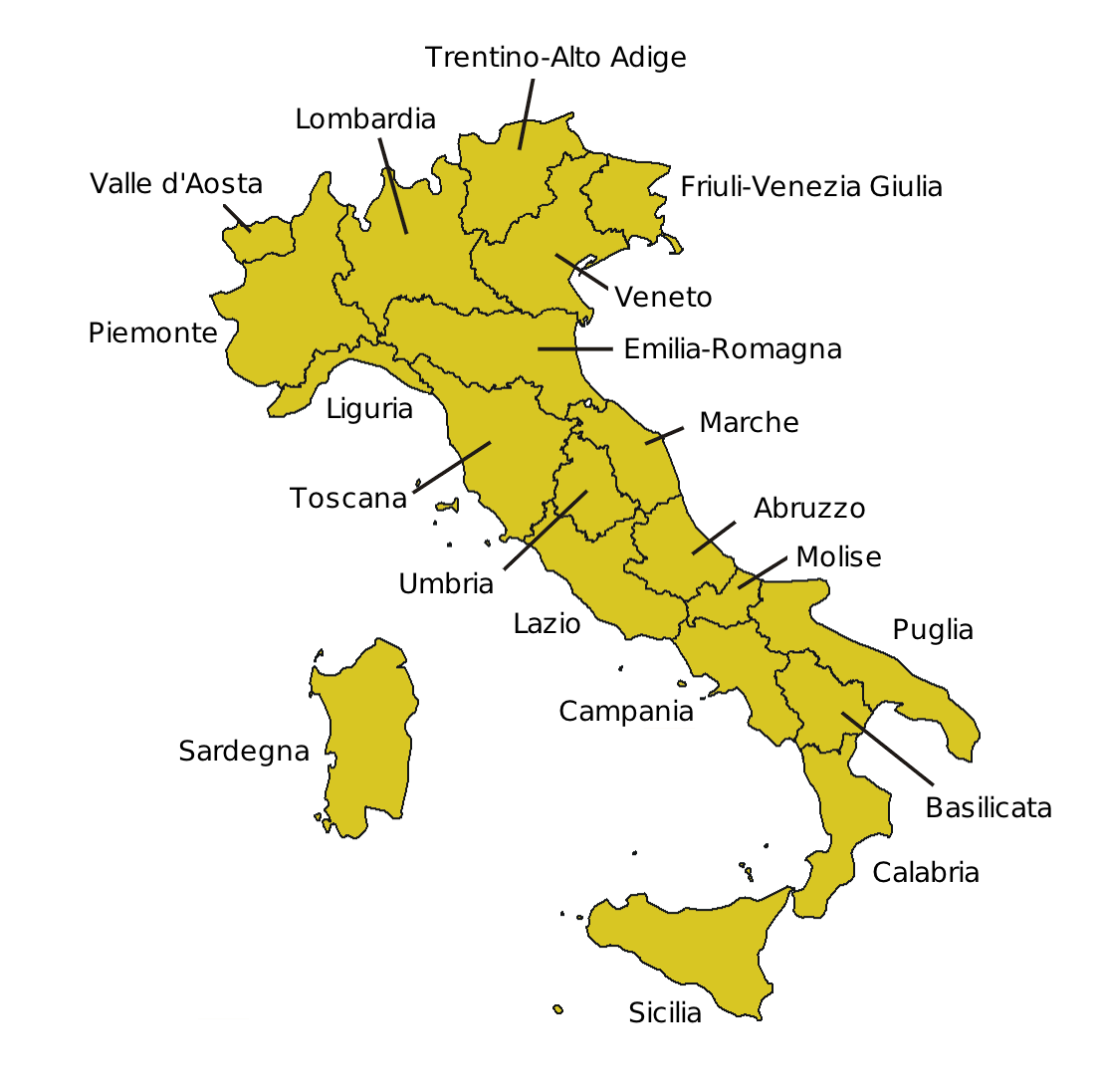
Italské regiony

Etruskové a řečtí kolonisté vyráběli v Itálii víno předtím, než se tu ve 2. století rozvinulo římské vinohradnictví a vinařství. Římané značně rozšířili plochu vinic a podporovali rozvoj vinařské agrotechniky, velkovýrobu a skladovací techniky, jako je výroba sudů a stáčení vína do amfor i skleněných lahví.

## Historie

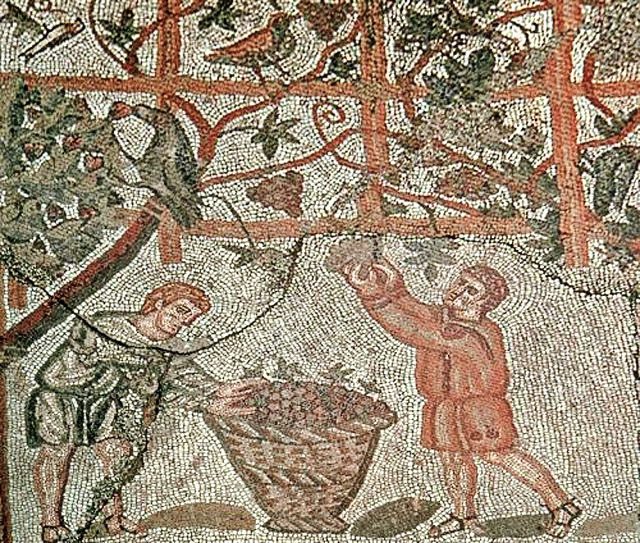
Římská mozaika z dnešního alžírského Šeršelu zobrazující vinobraní

Již Etruskové, jedna z prvních civilizací na území dnešní Itálie, pěstovali vinnou révu v kopcovité krajině Toskánska a Umbrie. Také staré ligurské kmeny na severozápadě dnešní Itálie vyráběly a prodávaly víno. Pak přišli kolonizátoři z antického Řecka, jejichž vliv je dodnes patrný ve vinicích na západním pobřeží a na jihu, zejména v Kampánii. Několik odrůd (např. Greco, Grechetto, Grecanico) nese jména připomínající jejich řecký původ. Území Kampánie bylo poté pro Římany zdrojem požitku a rozkoše, kde si tehdejší smetánka užívala nekonečných pitek. Kult vína byl spojen s uctíván boha Bakcha, což byl latinský ekvivalent řeckého Dionýsa. Trh s vínem s rozvíjející se říší vzkvétal a praktičtí Římané využívali jeho komerční potenciál. Systém vinařské agrotechniky popisuje ve svém díle De agri cultura Cato Starší. V dobách největšího rozkvětu během 1. století zásobovala Kampánie nejen Řím, ale polovinu celé říše. Kvalita se různila, od běžného stolního vína v tavernách, které se většinou pilo ředěné, až po špičkové Falernum, určené pro císařskou tabuli. Vína se plnila do amfor, někdy o objemu až přes 300 litrů. Běžné bylo jejich dochucování bylinkami, kořením či medem nebo se do nich přidávala slaná mořská voda. Po rozpadu Římské říše vinohradnictví i vinařství upadalo. Teprve v 18. století, kdy Evropa začala znovuobjevovat nauku o víně a jeho výrobě, se technologické postupy zdokonalily. Začalo se s plněním do skleněných lahví a byl znovuobjeven i korek, jenž Římané používali pro utěsňování amfor. Takto lahvované víno bylo možné vyvážet i do ciziny bez obav, že by zoctovatělo. Přes politické sjednocení země v roce 1860 si jednotlivé regiony Itálie zachovaly své individuální zvyklosti. Po druhé světové válce přišla doba překotného rozkvětu, což vinaře často vedlo k tomu, že šli za maximálními zisky, mnohdy na úkor kvality. Aby nebylo poškozeno dobré jméno italského vinařství, prosadili pěstitelé odpovídající legislativu za účelem zvýšení kvality. Mezitím se začaly pod zahraničním vlivem prosazovat mezinárodní odrůdy a nové technologické postupy. Díky regionální rozmanitosti a četným domorodým odrůdám jsou však italská vína stále velmi osobitá.

## Geografické a klimatické podmínky

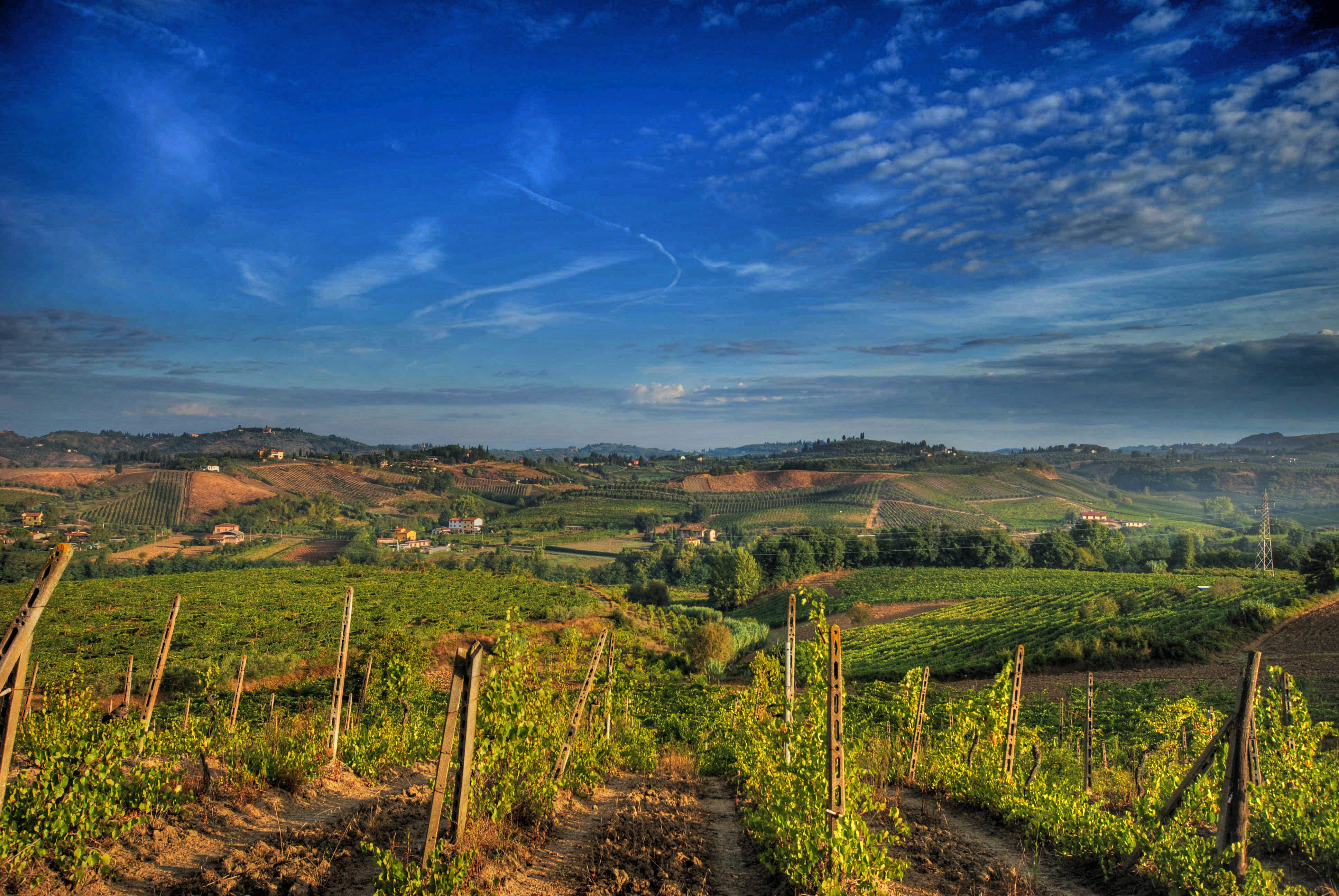
Vinná réva ve vinařské zóně Chianti v Toskánsku

Díky své poloze a velikosti má Itálie pestrou škálu klimatických a mikroklimatických podmínek. Mezi průsmykem Brennero ležícím na 47. rovnoběžce a jižním pobřežím Sicílie na 37° severní šířky je rozdíl plných 10°. Kdyby nebylo příznivých přímořských vlivů na jihu a vysokých horských pásem na severu poloostrova, mohly by být klimatické rozdíly ještě markantnější. Na severu země jsou vinařské oblasti před studenými větry chráněny Alpami, zatímco jezera Como, Garda a Maggiore poskytují ideální mikroklima. Apeninské pohoří tvořící kostru italské „boty“ pak poskytuje chladnější pěstitelské podmínky. Obecně platí, že na severu převládají podmínky vnitrozemské a na jihu středomořské. Počasí se sice různí od oblasti k oblasti, avšak lze říci, že rozdíly mezi jednotlivými ročníky jsou méně kontrastní než např. ve Francii nebo v České republice.

## Půdní složení
Italské vinice mají velmi rozličné geologické podmínky a lze se zde setkat s mnoha typy půd. Sopky Vesuv a Etna určují vulkanické složení půdy na jihu, na severu je podloží převážně vápencové. Révě se však daří jak na chudých půdách jihu, tak i na ledovcových morénách. Terroir, což je termín označující stanoviště v kombinaci s jeho půdními a klimatickými podmínkami a pěstovanou odrůdou, je v italských podmínkách používán hlavně v souvislosti s rozmanitými domorodými odrůdami.

## Italský vinařský zákon
První zákony týkající se vinařských záležitostí vytvořili Římané. V roce 1716 definovalo toskánské vévodství nejvýznamnější vinařské zóny. Jako jeden ze zákládajících členů Evropského hospodářského společenství (EHS) musela Itálie vstoupit do světa moderního vinařství a zjednat pořádek ve stávajícím zmatku, jenž se vyznačoval dlouhým seznamem vín s nezapamatovatelnými jmény. První vinařský zákon byl schválen v roce 1963 a po několika pozdějších novelizacích definoval toto třídění vín:
| 1. | Vino da Tavola                                          | Stolní víno bez označení původu, nepodléhající žádným zvláštním kontrolám a nařízením. |
| 2. | Vino da Tavola con Indicazione Geografica               | Stolní víno se zeměpisným označením původu. |
| 3. | Denominazione di Origine Controllata (DOC)              | Jakostní víno specifického, definovaného původu, které podléhá kontrolám týkajícím se povolených odrůd, maximálních výnosů, obsahu alkoholu, školení a zrání. |
| 4. | Denominazione di Origine Controllata e Garantita (DOCG) | Jakostní víno specifického, definovaného původu, podléhající kontrolám týkajícím se povolených odrůd, přísněji omezených výnosů, obsahu alkoholu, školení, zrání, které navíc podléhá degustačním zkouškám. Každé takto oceněné a uznané víno je označeno pečetí a číslem. |

Problémem této kvalifikace je však to, že časem zastarala a přestala vyhovovat moderním technologickým postupům a trendům ve vinařství. Ambiciózní vinaři, kteří zavedli mezinárodní odrůdy, byli postaveni mimo nařízení o vínech typu DOC/DOCG a tím donuceni prodávat své produkty pod označením Vino di Tavola (stolní víno). Vína s tímto označením tedy mohou patřit mezi ta nejlevnější, ale také nejdražší, jaký italský trh nabízel. Zmatek, který tím vznikl, vyřešil radikální zákon č. 165 „o novém disciplinárním nařízení pro vína s označením původu“ zavedením nové kategorie jakosti Indicazine Geografica Tipica (IGT), což je ekvivalent francouzské kategorie Vins de Pays nebo německé Landwein (zemské, oblastní, krajové, regionální či selské víno).

## Jak rozumět etiketám italských vín

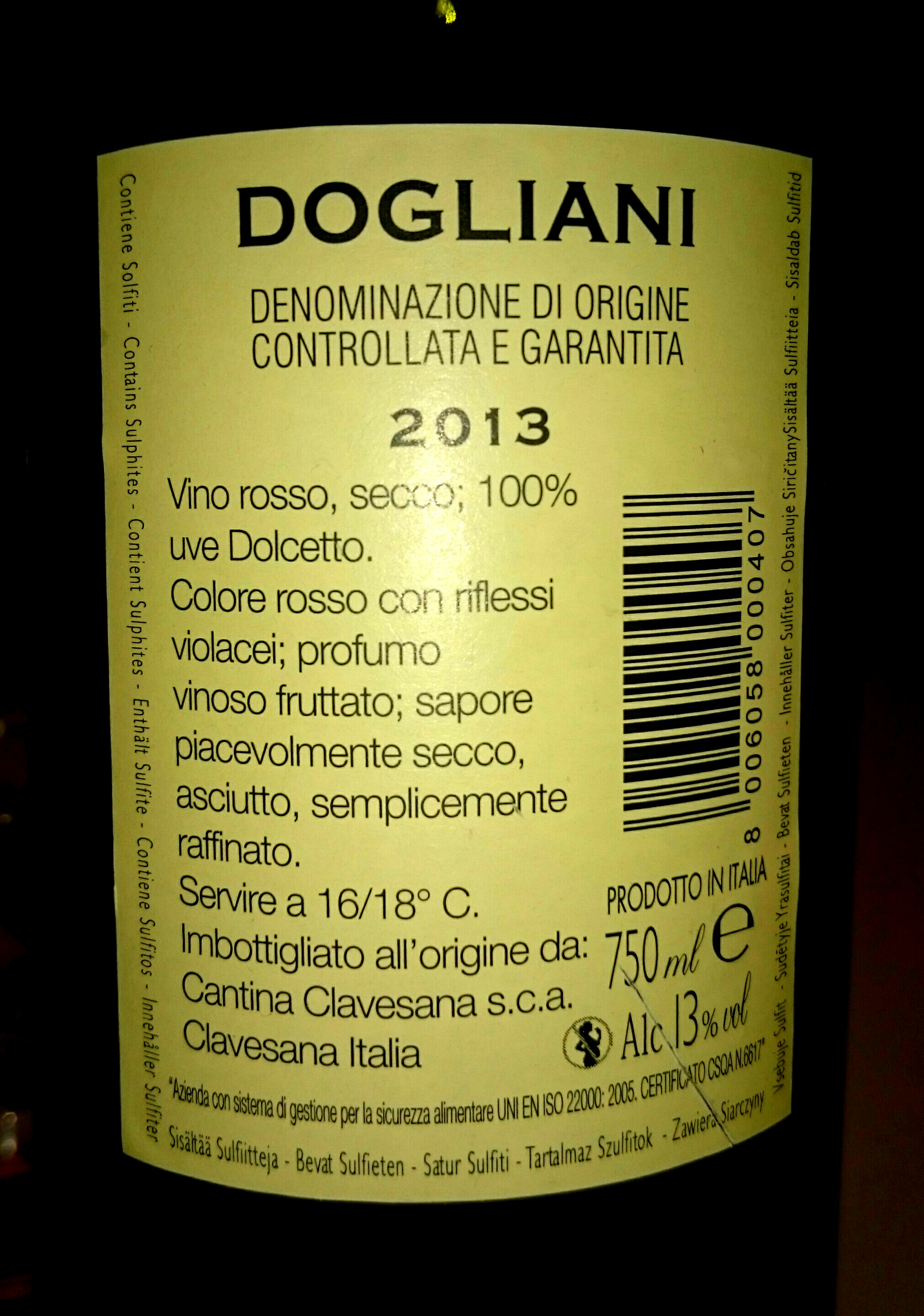
Etiketa vína Dogliani DOCG superiore

Na etiketě italských vín musí být uveden název vína a označení jakosti, jméno výrobce a jeho adresa, objemové procento alkoholu, obsah lahve netto v ml a symbol e jako schválení předpisy Evropské unie. Láhev musí být přelepena papírovou páskou jako pečetí představující záruku. Na etiketě se někdy uvádějí i jiné údaje související např. s technologií výroby.
| 1  | Název vína                                                                                      | Dogliani                                               |
| 2  | Jakostí zatřídění vína v plném znění                                                            | Denominazione di Origine Controllata e Garantita       |
| 3  | Odrůda vinné révy                                                                               | Dolcetto                                               |
| 4  | Jméno viniční trati nebo usedlosti                                                              |                                                        |
| 5  | Ročník                                                                                          | 2013                                                   |
| 6  | Obsah, po němž následuje písmeno e (nařízení EU)                                                | 750 ml e                                               |
| 7  | Jméno výrobce                                                                                   | Cantina Clavesana s.c.a.                               |
| 8  | Lokalita                                                                                        | Clavescana – Italia                                    |
| 9  | Riserva (znamená, že víno zrálo v sudu či láhvi)                                                |                                                        |
| 10 | Obsah alkoholu v objemových procentech                                                          | 13 %                                                   |
| 11 | Místo, kde bylo víno lahvováno. Někdy je jmenovitě uveden i dotyčný vinař, který víno lahvoval. | Imbottigliato allʼ origine da Cantina Clavesana s.c.a. |
| 12 | Země původu                                                                                     | Prodotto di Italia                                     |

## Glosář

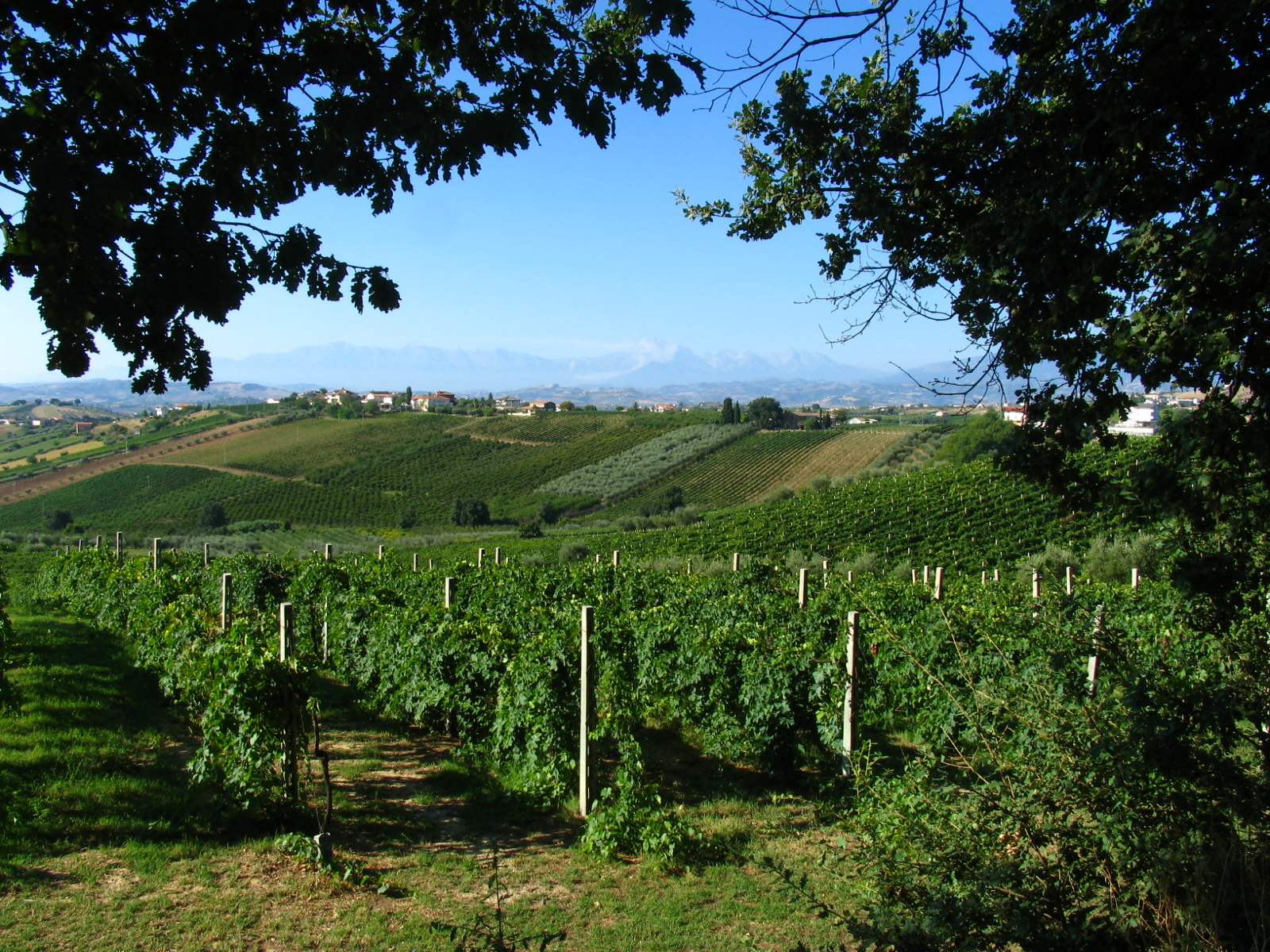
Typicky italská scenérie s vinnou révou rostoucí vedle olivovníků

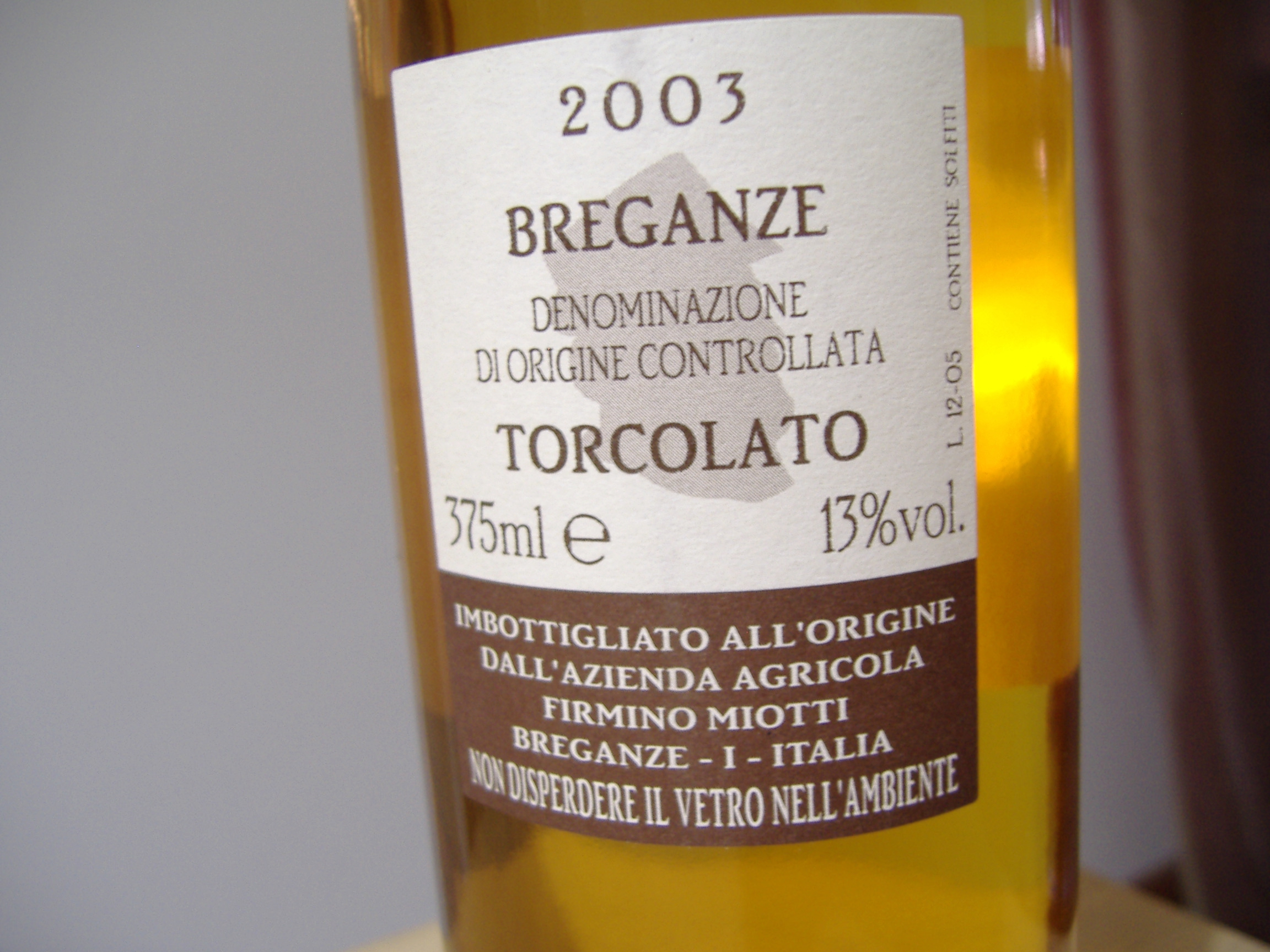
Torcolato Breganze DOC, Firmino Miotti

- Abbocato – polosuché až polosladké
- Amabile – polosladké
- Amaro – bitter nebo velmi suché
- Annata – ročník
- Asciotto – velmi suché
- Azienda – vinařství, usedlost
- Bianco – bílé
- Botte – velký dřevěný sud
- Bottiglia – láhev
- Cantina sociale – družstvo
- Cascina – označení farmy či usedlosti v severní Itálii
- Chiaretto – růžové víno („klaret“)
- Classico – nejlepší polohy DOC zóny
- Dolce – velmi sladké
- Enoteca – vinotéka
- Fattoria – farma či usedlost
- Imbottigliato – lahvováno
- Invecchiato – zralé, archivní
- Masseria – farma či usedlost
- Passito – hutné víno, většinou sladké
- Produttore – výrobce
- Profumo – vůně
- Ramato – Rulandské šedé, které má po macerování barvu mědi
- Recioto – hutné sladké víno
- Riserva – vína, která zrála v sudu či lahvi
- Rosato – růžové
- Rosso – červené
- Secco – suché
- Semisecco – polosuché, polosladké
- Spumante – šumivé
- Superiore – vína většího obsahu alkoholu či kvality
- Tenuta – farma nebo usedlost
- Uva – hrozen
- Vecchio – staré
- Vendemmia – sklizeň nebo ročník
- Vigneto – vinice
- Vino Novello – Svatomartinské
- Vitcoltore – pěstitel, zahradník
- Vitigno – vinná réva, odrůda

## Nejznámější odrůdy vinné révy
Hlavním důvodem, proč jsou italská vína tak rozmanitá a individuální, je to, že v Itálii existuje více než 1000 odrůd révy rodu Vitis vinifera. Takovým množství nedisponuje žádná jiná země. Mnoho odrůd je autochtonních a nepěstují se nikde jinde na světě. Ne všechny patří mezi světovou špičku, ale bezesporu se do ní řadí klasické kultivary, jako např. Sangiovese, Refosco, Barbera, Teroldego a Nebbiolo.

### Rosso (Červené)

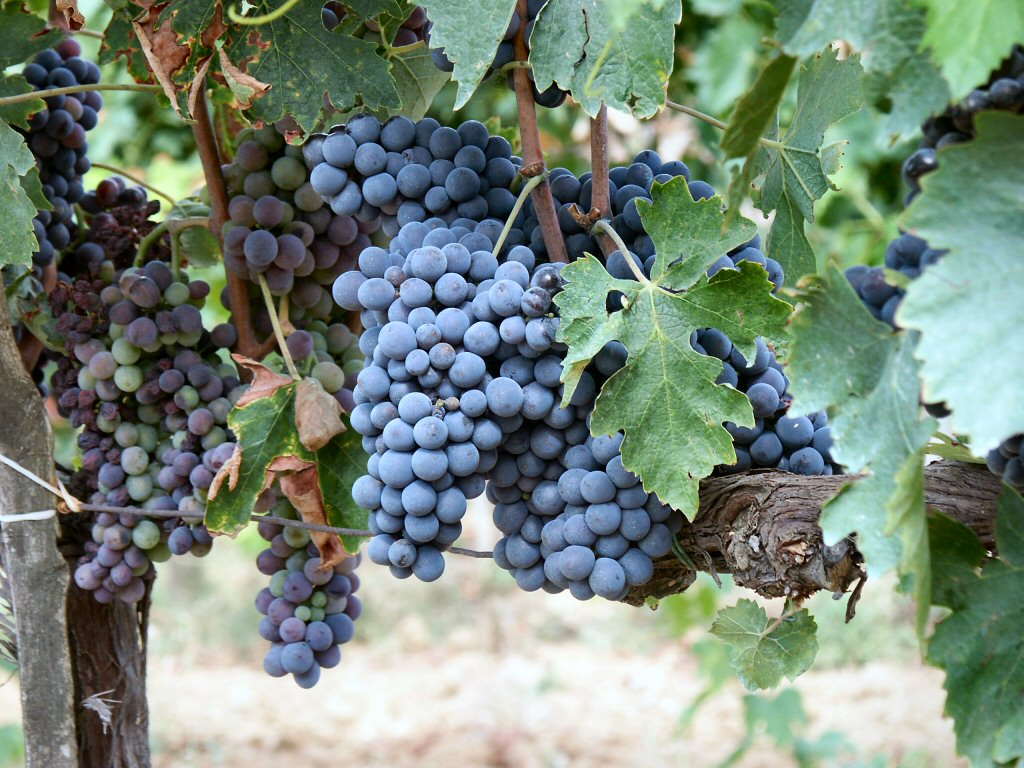
Nejrozšířenější modrá odrůda Sangiovese („krev Jupitera“) na vinici v Montalcinu

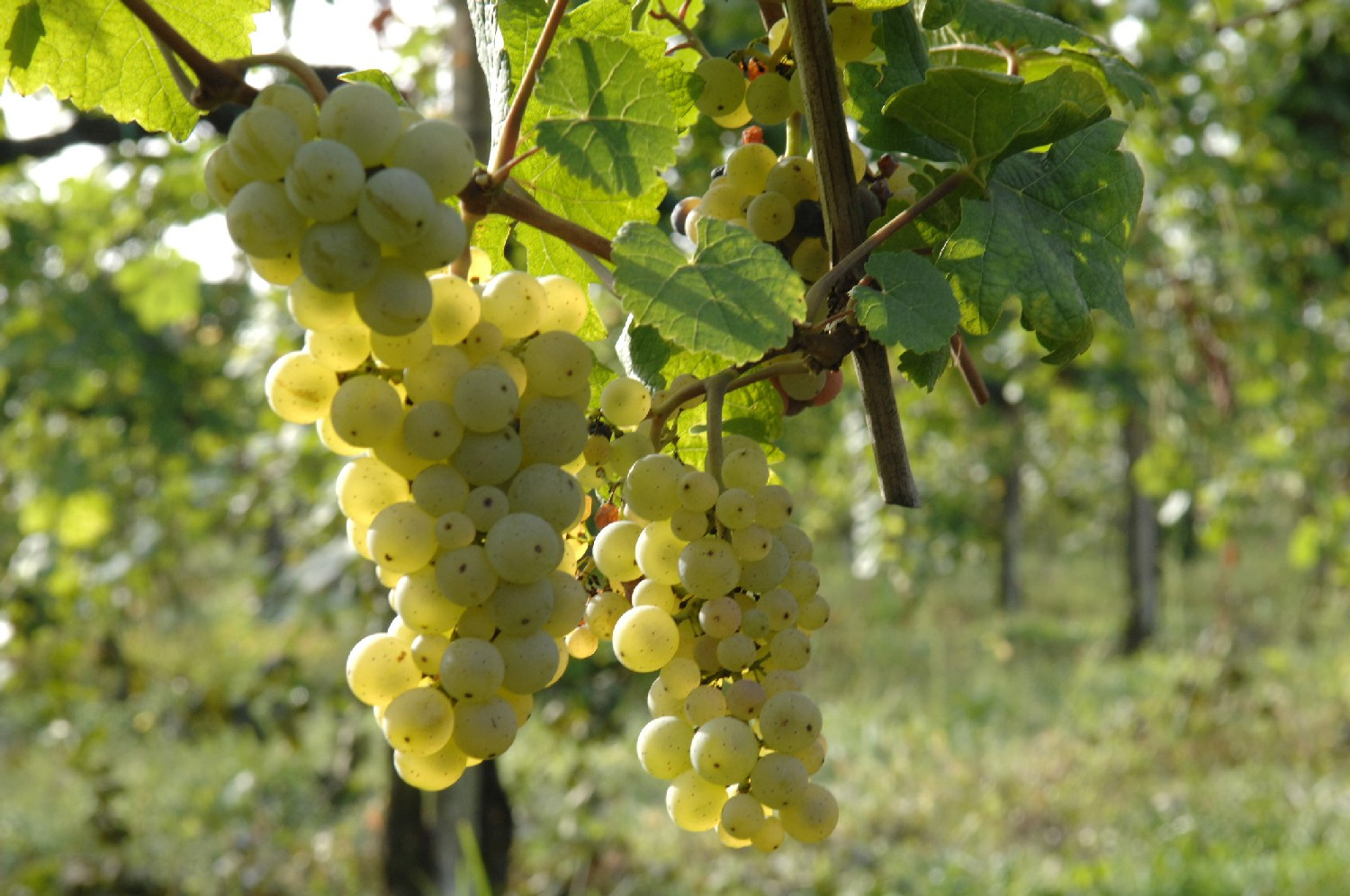
Bílá odrůda Manzoni bianco pěstovaná v oblasti Benátska

- Aglianico – (tj. původně Ellenico čili řecký), Kampánie
- Aglianicone – Basilicata
- Aleatico – Latium
- Alicante – jižní Itálie
- Barbera – jedna z nejrozšířenějších odrůd
- Bonvino – Latium
- Calabrese – Kalábrie, Sicílie
- Corvina – Benátsko
- Falanghina – řeckého původu, Kampánie
- Fiano – Kampánie (lat. Apianum)
- Chardonnay – původem z Burgundska
- Merlot – původem z Bordeaux, jedna z nejběžnějších odrůd
- Montepulciano – Toskánsko, Marche, Molise a Apulie
- Nebbiolo – Piemont
- Nero d'Avola – Kalábrie, Sicílie
- Primitivo – Apulie
- Refosco – Furlansko
- Rondinella – Benátsko
- Sangiovese – (tj. „krev Jupitera“), zejména Toskánsko
- Teroldego – Tridentsko

### Bianco (Bílé)
- Albana – Emilia-Romagna
- Ansonica – Toskánsko
- Arneis – Piemont
- Asprinio Bianco – Kampánie
- Bosco – Ligurie
- Catarratto – Sicílie
- Cortese – Piemont
- Glera (Prosecco) – Benátsko
- Lambrusco – Emilia-Romagna
- Moscato bianco – Piemont
- Pinot Grigio (Rulandské šedé) – Lombardie
- Trebbiano – původem z latia (lat.Trevulanum)
- Verdicchio – Marche

## Hlavní vinařské regiony Itálie

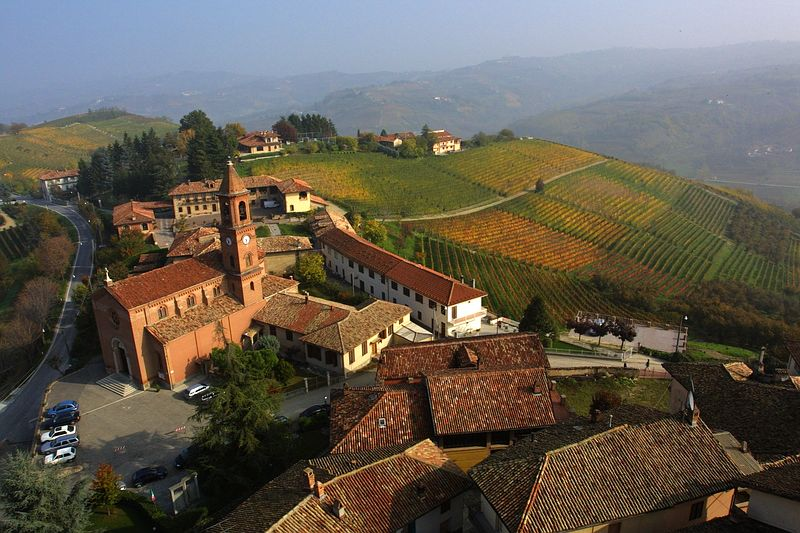
Serralunga d'Alba, Piemont

| Název oblasti    | Rozloha vinohradů v hektarech |
| ---------------- | ----------------------------- |
| Piemonte-Liguria | 108 083                       |
| Veneto           | 11 706                        |
| Trentino         | 13 850                        |
| Toscana          | 86 787                        |
| Emilia-Romagna   | 116 835                       |
| Lazio            | 65 625                        |
| Umbria           | 22 220                        |
| Abruzzo          | 30 200                        |
| Sicilia          | 164 500                       |
| Sardegna         | 65 899                        |

## Italské vinařství ve statistice

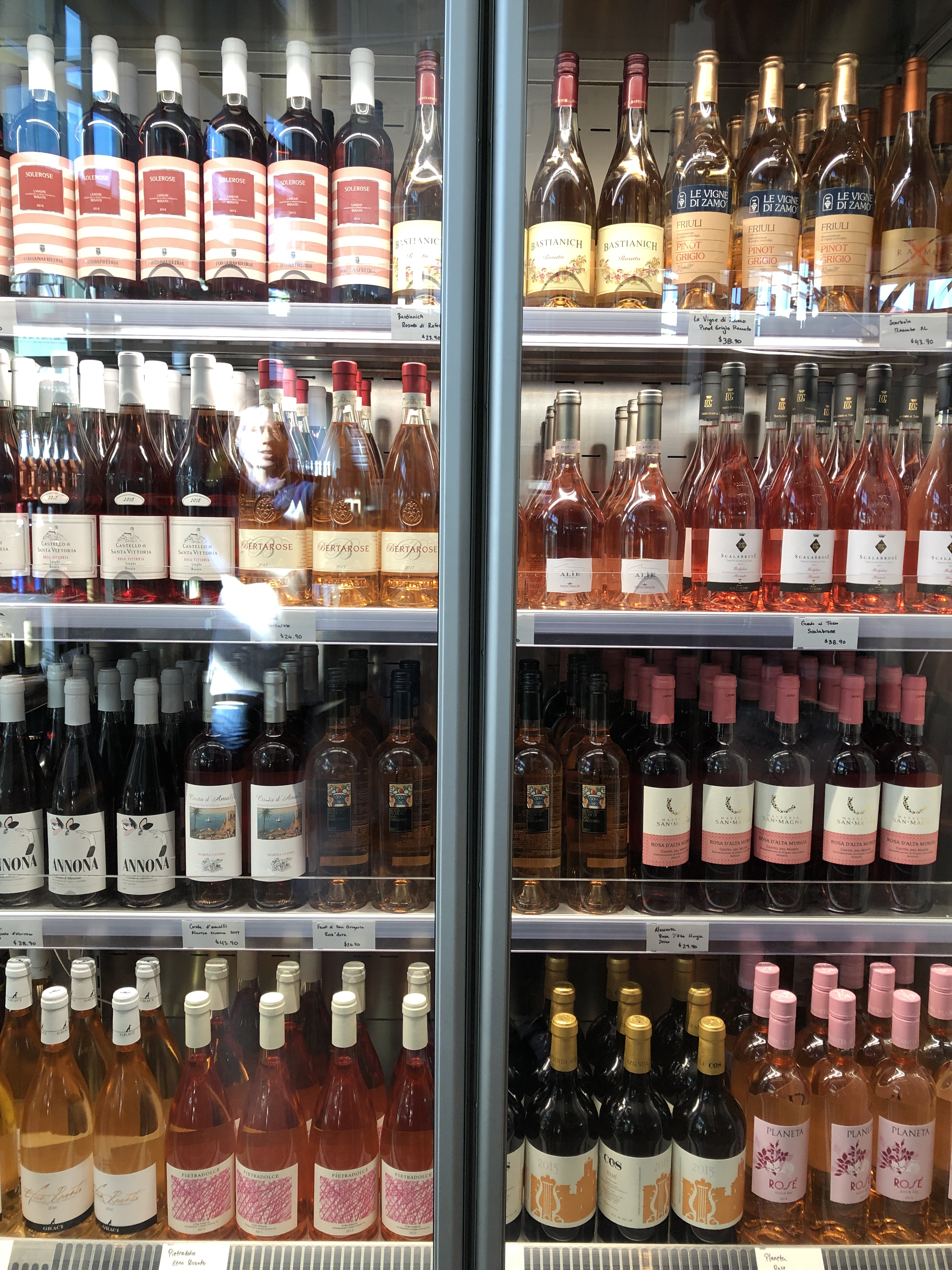
Různé typy italských vín

| Spotřeba vína v litrech na osobu v roce 2018 |      |
| -------------------------------------------- | ---- |
| Portugalsko                                  | 62,1 |
| Francie                                      | 50,2 |
| Itálie                                       | 43,6 |
| Švýcarsko                                    | 37,8 |
| Belgie                                       | 31,5 |
| Rakousko                                     | 31,5 |
| Rumunsko                                     | 29,9 |
| Maďarsko                                     | 29,3 |

| Vývoz vína podle zemí v procentech podílu na celkovém vývozu v roce 2019 |        |
| ------------------------------------------------------------------------ | ------ |
| Francie                                                                  | 30,4 % |
| Itálie                                                                   | 20,3 % |
| Španělsko                                                                | 8,7 %  |
| Austrálie                                                                | 5,8 %  |
| Chile                                                                    | 5,3 %  |

## Dovoz italského vína do České republiky

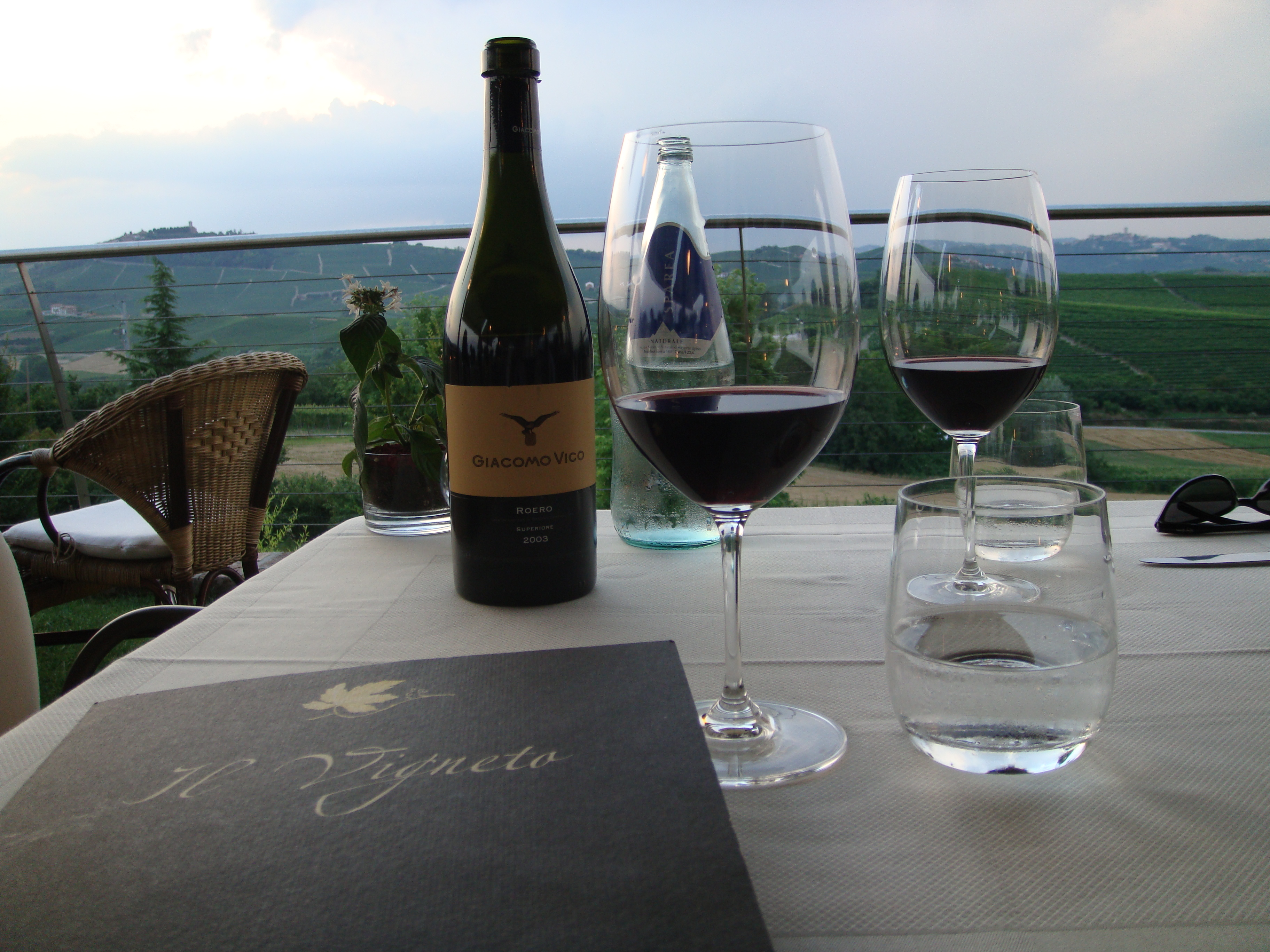
Italské víno Roero z regionu Piemont vyrobené téměř výhradně z odrůdy Nebbiolo s malým množstvím povoleného bílého hroznu Arneis

| Dovoz vína do ČR v milionech litrů v roce 2014 |       |
| ---------------------------------------------- | ----- |
| Španělsko                                      | 36,61 |
| Itálie                                         | 23,73 |
| Maďarsko                                       | 10,97 |
| Slovensko                                      | 10,47 |
| Francie                                        | 6,52  |
| Německo                                        | 6,27  |
| Moldavsko                                      | 5,23  |
| Chile                                          | 4,22  |
| Jižní Afrika                                   | 3,13  |
| Bulharsko                                      | 2,07  |